# Gornji Rajić
Gornji Rajić je bivše samostalno naselje u Republici Hrvatskoj u Sisačko-moslavačkoj županiji. Danas je u sastavu naselja Rajića koje je dijelom Grada Novske.

## Zemljopis
Rajić se nalazi istočno od Novske na cesti prema Okučanima, susjedna naselja su Roždanik na zapadu, Rajčići na sjeveru te Borovac na istoku.

## Povijest
Do 1981. bilo je samostalnim naseljem, a onda je upravno spojeno s Donjim Rajićem čije je nastalo naselje Rajić.
Za vrijeme velikosrpske agresije na Hrvatsku 6. su rujna 1991. četnici i JNA iz sastava Bjelovarskog korpusa teško oštetili zvonik crkve Sv. Tome Apostola

## Stanovništvo
Prema popisu stanovništva iz 2001. godine Rajić je imao 969 stanovnika.
| broj stanovnika | 962   | 1095  | 1209  | 1530  | 1645  | 1902  | 1852  | 1975  | 1605  | 1708  | 1879  | 1703  | 1545  | 1424  | 969   |
|                 | 1857. | 1869. | 1880. | 1890. | 1900. | 1910. | 1921. | 1931. | 1948. | 1953. | 1961. | 1971. | 1981. | 1991. | 2001. |

- Napomena: 1981. je Gornji Rajić spojen s Donjim Rajićem čime je nastalo naselje Rajić (Novska). Grafikon sadrži podatke od 1857. do 1971.